# Microtropis wui
Microtropis wui là một loài thực vật có hoa trong họ Dây gối. Loài này được Y.M. Shui & W.H. Chen mô tả khoa học đầu tiên năm 2002.